# Bidar (huyện)
Huyện Bidar là một huyện thuộc bang Karnataka, Ấn Độ. Thủ phủ huyện Bidar đóng ở Bidar. Huyện Bidar có diện tích 5448 ki lô mét vuông. Đến thời điểm năm 2001, huyện Bidar có dân số 1501374 người.